# Sironchā
Sironchā är en ort i Indien.   Den ligger i distriktet Gadchiroli och delstaten Maharashtra, i den centrala delen av landet, 1 100 km söder om huvudstaden New Delhi. Sironchā ligger 125 meter över havet och antalet invånare är 88 670.
Terrängen runt Sironchā är platt. Runt Sironchā är det ganska tätbefolkat, med 52 invånare per kvadratkilometer. Det finns inga andra samhällen i närheten. I omgivningarna runt Sironchā växer huvudsakligen savannskog.